# Đỗ Thích
Đỗ Thích († 979) war ein vietnamesischer Höfling der Đinh-Dynastie an deren Hof in Hoa Lư. Er ermordete im Jahr 979 Kaiser Đinh Bộ Lĩnh und dessen ältesten Sohn Đinh Liễn, was zum Ende der Dynastie führte.
Über Đỗ Thíchs Leben ist kaum etwas bekannt. Gemäß der späteren Chronisten war er ein kaiserlicher Bediensteter im Rang eines Marquis (hầu). Zuvor war er Verwalter eines Brückenzollhauses gewesen. In jedem Fall spielte er am Hof nur eine wenig bedeutsame, untergeordnete Rolle.
Eines Nachts hatte er einen Traum, in dem ihm eine Sternschnuppe in den Mund fiel. Er interpretierte diesen Traum so, dass er eines Tages selbst zum Herrscher aufsteigen würde. Von dieser Berufung erfüllt fasste er den Entschluss, die Đinh-Dynastie auszulöschen, um so an die Macht zu gelangen.
Der Đinh-Kaiserhof war zuvor von einer Krise erschüttert worden: Kaiser Đinh Bộ Lĩnh hatte 978 seinen ältesten Sohn und bisherigen Mitregenten Đinh Liễn aus der Thronfolge ausgeschlossen und stattdessen seinen dritten Sohn Hạng Lang – noch ein Kleinkind – zu seinem designierten Nachfolger erklärt. Đinh Liễn hatte daraufhin seinen jüngeren Bruder Anfang 979 ermorden lassen. Trotz dieser Tat kam es schon bald darauf wieder zu einer Versöhnung zwischen dem Vater und seinem brudermörderischen Sohn. 
Im Oktober 979 fand in Hoa Lư ein Fest statt. Viele Feiernde, einschließlich des Kaisers und seines Sohnes, schliefen anschließend im Freien ihren Rausch aus. Đỗ Thích nutzte diese Gelegenheit und schnitt Đinh Bộ Lĩnh und Đinh Liễn im Schlaf die Kehle durch. Anschließend versteckte er sich im Dachgebälk des Palastes. Nach drei Tagen wurde er sehr durstig, und als es regnete, streckte er die Hand aus, um etwas Regenwasser aufzusammeln. Dabei wurde er jedoch von einer Frau entdeckt und wenig später gefangen genommen.
Kanzler Nguyễn Bặc, der nach den Morden die Befehlsgewalt im Palast übernommen hatte, ließ Đỗ Thích verhören und anschließend enthaupten. Der Körper des Attentäters wurde danach in unzählige kleine Stücke zerhackt, das Fleisch von den Knochen geschält und an die aufgebrachte Bevölkerung verteilt, die es – in einem seltenen Fall von Kannibalismus – vollständig verzehrte. Gemäß dem Volksglauben war die Stärke des Kaisers auf seinen Mörder übergegangen; durch den Verzehr von dessen Körper hofften die Menschen daher, auch einen Anteil von der Macht ihres Kaisers zu erlangen. Gleichzeitig sollte so auch symbolisch die vollständige Vernichtung Đỗ Thíchs – also auch im Jenseits – sichergestellt werden.
Als wenig einflussreicher Höfling ohne Verbindungen zum Militär oder den mächtigen Familienclans hatte Đỗ Thích keine realistische Chance, durch seine Tat jemals auf den Thron zu kommen. Schon die ersten vietnamesischen Chronisten ließen daher die Frage aufkommen, ob es sich bei dem Kaisermord um die Tat eines verblendeten Einzeltäters handelte, oder ob er möglicherweise von einem Drahtzieher im Hintergrund angeleitet wurde. Als verdächtig gilt insbesondere die Dương-Familie um die Kaiserwitwe Dương Vân Nga, da deren Sohn, der etwa fünfjährige Đinh Toàn, als letzter überlebender Nachkomme Đinh Bộ Lĩnhs zum neuen Kaiser erklärt wurde. Weitere Nutznießer der Morde waren Lê Hoàn, der ein Jahr später den Kaiserthron bestieg, sowie die chinesische Song-Dynastie, die die Vorfälle als Vorwand für eine Invasion Vietnams nutzte. 